# Neobarbara olivacea
Neobarbara olivacea är en fjärilsart som beskrevs av Liu och Yoshitsugu Nasu 1993. Neobarbara olivacea ingår i släktet Neobarbara och familjen vecklare. Inga underarter finns listade i Catalogue of Life.